# Wimbledon Open 1949
Die Wimbledon Open 1949 im Badminton fanden vom 26. bis zum 29. Oktober 1949 in London statt.

## Endrundenergebnisse

### Herreneinzel
|  | Halbfinale | Halbfinale       | Halbfinale | Halbfinale | Halbfinale |  |  | Finale | Finale           | Finale | Finale | Finale |
|  |            |                  |            |            |            |  |  |        |                  |        |        |        |
|  |            |                  |            |            |            |  |  |        |                  |        |        |        |
|  |            | David Choong     | 15         | 15         |            |  |  |        |                  |        |        |        |
|  |            | Tom Wingfield    | 6          | 2          |            |  |  |        |                  |        |        |        |
|  |            |                  |            |            |            |  |  |        | David Choong     | 15     | 15     |        |
|  |            |                  |            |            |            |  |  |        | Kenneth Greasley | 3      | 11     |        |
|  |            | Kenneth Greasley | 17         | 4          | 17         |  |  |        |                  |        |        |        |
|  |            | Noel B. Radford  | 14         | 15         | 16         |  |  |        |                  |        |        |        |
|  |            |                  |            |            |            |  |  |        |                  |        |        |        |

## Weitere Finalergebnisse
| Disziplin    | Sieger                             | Finalist                 | Ergebnis    |
| ------------ | ---------------------------------- | ------------------------ | ----------- |
| Herrendoppel | Peter Birtwistle Kenneth Greasley  |                          |             |
| Mixed        | David Choong Evelyn Windsor-Aubrey | Tom Wingfield Betty Uber | 15-8, 15-17 |